# Amazone à nuque d'or
Amazona auropalliata
Espèce
Statut de conservation UICN

 CR A4acd : 
En danger critique
Statut CITES
L’Amazone à nuque d'or (Amazona auropalliata) est une espèce de Psittacidae néotropical.

## Description
Cet oiseau mesure environ 36 cm. Comme la plupart des amazones, il présente un plumage essentiellement vert. La nuque est jaune et parfois le front aussi. Le bec est gris sombre à noir.

## Répartition
L'Amazone à nuque jaune (Amazona auropalliata) est une espèce de perroquet répandue qui occupe les mangroves et la forêt tropicale sèche qui s'étend le long du versant Pacifique de la Méso-Amérique du sud du Mexique au nord du Costa Rica et on pense qu'elle est en déclin dans toute son aire de répartition même  si peu d'enquêtes systématiques sur les effectifs de la population ont été menées.

## Habitat
Cette espèce vit dans des régions de forêts de basse ou moyenne altitude, jusqu’à 500, voire 700 m. Elle fréquente des zones de savanes parsemées de pins ou de palmiers, des régions de maquis arides et buissonneux, des forêts sèches ou semi-humides.

## Population
Dans l'ensemble, les estimations actuelles de la population totale de l'Amazone à nuque jaune varient largement de 10 000 à 50 000 individus, reflétant une incertitude considérable quant au statut des différentes populations.

## Menaces
Selon l'UICN, l'espèce est menacée par la perte et la dégradation de son habitat, principalement en raison de l'expansion de l'agriculture et de la capture pour le commerce local et international. La déforestation est une menace répandue dans tous les États de l'aire de répartition. Par exemple, les forêts de mangroves dans la région du golfe de Fonseca sont défrichées pour le développement de l'aquaculture et l'extraction de bois de chauffage et de bois. La conversion de zones pour la canne à sucre, la riziculture, l'ananas ou l'huile de palme menace également son habitat, notamment au Nicaragua.

L'espèce est considérée comme l'une des psittacidés les plus recherchées dans le commerce des animaux de compagnie en Amérique centrale en raison de ses capacités vocales. Les nids souffrent d'un important braconnage. Non seulement les adultes et les poussins, mais aussi les œufs sont recherchés par les trafiquants.

Le braconnage des oisillons peut également affecter la reproduction future de l'espèce, car les dommages causés aux arbres de nidification lors de l'extraction des oisillons peuvent rendre l'arbre inutilisable comme site de nidification.

Dans certaines parties de l'aire de répartition, l'espèce souffre de l'occupation des cavités par les abeilles africanisées. Le changement climatique peut également avoir un impact sur l'espèce car il y a eu des saisons sèches plus chaudes et plus longues dans la région.